# Bembidion viator
Bembidion viator är en skalbaggsart som beskrevs av Thomas Casey. Bembidion viator ingår i släktet Bembidion och familjen jordlöpare. Inga underarter finns listade i Catalogue of Life.